# Casal dels Marquesos de Vallgornera (Olot)
El Casal dels Marquesos de Vallgornera és una obra d'Olot (Garrotxa) protegida com a bé cultural d'interès local.

## Descripció
Gran casal de planta rectangular bastit damunt un mas primitiu. Disposa de baixos; planta noble amb balcons decorats amb entaulaments sostinguts per mènsules; i pis superior amb finestres. La planta baixa està, en part, ocupada per locals comercials, però es conserva la gran porta d'entrada per a carruatges amb l'escut d'armes on s'ajunten les famílies Montagut, Vallgornera i del Bal. La façana va ser estucada seguint registres horitzontals. A la planta noble s'hi accedeix per una gran escalinata. És remarcable la cornisa, àmplia, que imita l'estil pagès català decorada amb dents de serra i greques. Els interiors conserven fastuosos salons i àmplies alcoves.

### Interiors
Es conserva una àmplia porta d'entrada per a carruatges, coberta amb voltes d'aresta ricament decorades amb motius florals i vegetals estilitzats. De l'entrada parteixen tres portes, una de fusta tornejada i les altres decorades amb fullatges. Una gran escala mena vers la planta principal. Les parets van ser estucades amb motius florals, destacant una gran franja de flors que separa la planta noble del pis superior, al que s'hi accedeix per l'interior. La resta es va fer amb estuc imitant pedra. La coberta superior, amb revoltons, està decorada amb poms de flors estilitzats. Cromàticament predominen els tons verds, ocres i grocs.

## Història
L'historiador olotí Joaquim Danés i Torras va realitzar diferents esquemes de la possible planta hipotètica de la vila d'Olot a través dels segles. Cal destacar que el carrer de Clivillers havia estat zona de muralles (el carrer del costat porta el nom evocador de Valls Nous) i fins al segle xviii no va ser urbanitzat. Antigament hi havia diferents masos, situats extramurs, un d'ells La Masó o Sa Masó, propietat dels Marquesos de Vallgornera. L'any 1737, Francisca Bosch de Pla Traver va fer aixecar damunt aquest mas l'actual casal dels Vallgornera.